# Derby Podlasia w piłce nożnej
Derby Podlasia w II lidze - derby w II lidze wschodniej pomiędzy drużynami z województwa podlaskiego. Pierwsze derby odbyły się już w 2 kolejce pierwszej edycji nowej II ligi. Mecz odbył się 2 sierpnia 2008 roku na Stadionie Miejskim w Suwałkach pomiędzy Wigrami Suwałki, a Ruchem Wysokie Mazowieckie. spotkanie zakończyło się wynikiem 1:0 dla Wigier a jedynego gola strzelił w 53 minucie Andrzej Niewulis. W tym też sezonie (2008/2009) było najwięcej derbów bo było ich aż 6 meczów między trzema klubami: Wigry Suwałki, ŁKS Łomża i Ruch Wysokie Mazowieckie.

## Sezon 2008/2009
W sezonie 2008/2009 rywalizowały między sobą Wigry Suwałki, ŁKS Łomża i Ruch Wysokie Mazowieckie

### Mecze
| 2 sierpnia 2008 17:00 CET | Wigry Suwałki · Niewulis 53' | 1:0(0:0)Raport | Ruch Wysokie Mazowieckie | Stadion Miejski, Suwałki Widzów: 1 100 Sędzia: Tomasz Tobiański (Gdańsk) |
|                           |                              |                |                          |                                                                          |

| 10 sierpnia 2008 17:00 CET | ŁKS Łomża | 0:0(0:0)Raport | Ruch Wysokie Mazowieckie | Stadion Miejski, Łomża Widzów: 600 Sędzia: Zbigniew Zych (Lublin) |
|                            |           |                |                          |                                                                   |

| 13 września 2008 16:00 CET | ŁKS Łomża | 0:4(0:1)Raport | Wigry Suwałki · 26' Niewulis · 65' Makuszewski · 83' Ołowniuk · 90' Stasiak | Stadion Miejski, Łomża Widzów: 1 300 Sędzia: Grzegorz Pożarowszczyk (Lublin) |
|                            |           |                |                                                                             |                                                                              |

| 16 listopada 2008 13:00 CET | Ruch Wysokie Mazowieckie · Kołodziejczyk 7' | 1:2(1:2)Raport | Wigry Suwałki · 24' Jurkowski (sam.) · 27' Kleczkowski | Stadion Miejski, Wysokie Mazowieckie Widzów: 200 Sędzia: Marcin Muszyński (Łódź) |
|                             |                                             |                |                                                        |                                                                                  |

| 22 marca 2009 14:00 CET | Ruch Wysokie Mazowieckie · Jakuszewski 2', 12' · Żuberek 18', 54' · Bzdęga 68', 86' | 6:0(3:0)Raport | ŁKS Łomża | Stadion Miejski, Wysokie Mazowieckie Widzów: 400 Sędzia: Zbigniew Zych (Lublin) |
|                         |                                                                                     |                |           |                                                                                 |

| 26 kwietnia 2009 16:00 CET | Wigry Suwałki · Ołowniuk 20' · Kleczkowski 83' | 2:0(1:0)Raport | ŁKS Łomża | Stadion Miejski, Suwałki Widzów: 1 500 Sędzia: Andrzej Meler (Toruń) |
|                            |                                                |                |           |                                                                      |

### Podsumowanie
| Lp. | Drużyna                  | M | Z | R | P | Bramki | Bramki | Różn. | Pkt | Uwagi |
| --- | ------------------------ | - | - | - | - | ------ | ------ | ----- | --- | ----- |
| 1   | Wigry Suwałki            | 4 | 4 | 0 | 0 | 9      | 1      | +8    | 12  |       |
| 2   | Ruch Wysokie Mazowieckie | 4 | 1 | 1 | 2 | 7      | 3      | +4    | 4   |       |
| 3   | ŁKS Łomża                | 4 | 0 | 1 | 3 | 0      | 12     | −12   | 1   |       |

## Sezon 2009/2010
W sezonie 2009/2010 rywalizowały między sobą Wigry Suwałki i Ruch Wysokie Mazowieckie

### Mecze
| 8 sierpnia 2009 16:00 CET | Ruch Wysokie Mazowieckie · Kobeszko 41' | 1:0(1:0)Raport | Wigry Suwałki | Stadion Miejski, Wysokie Mazowieckie Widzów: 300 Sędzia: Marcin Liana (Bydgoszcz) |
|                           |                                         |                |               |                                                                                   |

| 21 kwietnia 2010 17:00 CET | Wigry Suwałki | 0:2(0:0)Raport | Ruch Wysokie Mazowieckie · 76' Strózik · 89' Łukasik | Stadion Miejski, Suwałki Widzów: 700 Sędzia: Andrzej Meler (Toruń) |
|                            |               |                |                                                      |                                                                    |

### Podsumowanie
| Lp. | Drużyna                  | M | Z | R | P | Bramki | Bramki | Różn. | Pkt | Uwagi |
| --- | ------------------------ | - | - | - | - | ------ | ------ | ----- | --- | ----- |
| 1   | Ruch Wysokie Mazowieckie | 2 | 2 | 0 | 0 | 3      | 0      | +3    | 6   |       |
| 2   | Wigry Suwałki            | 2 | 0 | 0 | 2 | 0      | 3      | −3    | 0   |       |

## Sezon 2010/2011
W sezonie 2010/2011 rywalizowały między sobą Wigry Suwałki, Ruch Wysokie Mazowieckie i Sokół Sokółka

### Mecze
| 22 sierpnia 2010 17:00 CET | Wigry Suwałki · Makarewicz 34' | 1:1(1:0)Raport | Sokół Sokółka · 88' Butkiewicz | Stadion Miejski, Suwałki Widzów: 500 Sędzia: Grzegorz Pożarowszczyk (Lublin) |
|                            |                                |                |                                |                                                                              |

| 19 września 2010 15:00 CET | Ruch Wysokie Mazowieckie | 0:1(0:0)Raport | Sokół Sokółka · 88' Kopeć | Stadion Miejski, Wysokie Mazowieckie Widzów: 400 Sędzia: Krzysztof Jakubik (Siedlce) |
|                            |                          |                |                           |                                                                                      |

| 17 października 2010 14:00 CET | Ruch Wysokie Mazowieckie | 0:2(0:1)Raport | Wigry Suwałki · 5' Świerzbiński · 85' Mikulėnas | Stadion Miejski, Wysokie Mazowieckie Widzów: 400 Sędzia: Zbigniew Zych (Lublin) |
|                                |                          |                |                                                 |                                                                                 |

| 2 kwietnia 2011 16:00 CET | Sokół Sokółka · Gołębiewski 71' | 1:0(0:0)Raport | Wigry Suwałki | Stadion OSiR, Sokółka Widzów: 300 Sędzia: Maciej Lewicki (Gdańsk) |
|                           |                                 |                |               |                                                                   |

| 30 kwietnia 2011 16:00 CET | Sokół Sokółka · Gołębiewski 2' · Wojtkielewicz 63' · Wesołowski 77' | 3:0(1:0)Raport | Ruch Wysokie Mazowieckie | Stadion OSiR, Sokółka Widzów: 300 Sędzia: Grzegorz Pożarowszczyk (Lublin) |
|                            |                                                                     |                |                          |                                                                           |

| 20 maja 2011 17:18 CET | Wigry Suwałki | 0:1(0:1)Raport | Ruch Wysokie Mazowieckie · 17' Jegliński | Stadion Miejski, Olecko Widzów: 450 Sędzia: Sebastian Załęski (Ostrołęka) |
|                        |               |                |                                          |                                                                           |

### Podsumowanie
| Lp. | Drużyna                  | M | Z | R | P | Bramki | Bramki | Różn. | Pkt | Uwagi |
| --- | ------------------------ | - | - | - | - | ------ | ------ | ----- | --- | ----- |
| 1   | Sokół Sokółka            | 4 | 3 | 1 | 0 | 6      | 1      | +5    | 10  |       |
| 2   | Wigry Suwałki            | 4 | 1 | 1 | 2 | 3      | 3      | 0     | 4   |       |
| 3   | Ruch Wysokie Mazowieckie | 4 | 1 | 0 | 3 | 1      | 6      | −5    | 3   |       |

## Sezon 2011/2012
W sezonie 2010/2011 rywalizowały między sobą Wigry Suwałki i Sokół Sokółka. Sokół Sokółka wycofał się z ligi po 16. kolejce, a jego wyniki zostały anulowane.

### Mecze
| 27 sierpnia 2011 16:00 CET | Sokół Sokółka | 0:2(0:1)Raport | Wigry Suwałki · 17' Słowicki · 90' Barczak | Stadion OSiR, Sokółka Widzów: 400 Sędzia: Artur Mądrzak (Warszawa) |
|                            |               |                |                                            |                                                                    |

MECZ ANULOWANY
(Nie wliczany do statystyk)

## Sezon 2013/2014
W sezonie 2013/2014 rywalizowały między sobą Wigry Suwałki i Olimpia Zambrów.

### Mecze
| 29 września 2013 17:30 CET | Wigry Suwałki · 24' Karłowicz · 26', 32' Makaradze | 3:1(3:0)Raport | Olimpia Zambrów · Zapolnik 83' | Stadion Miejski, Suwałki Widzów: 900 Sędzia: Robert Podlecki (Lublin) |
|                            |                                                    |                |                                |                                                                       |

| 27 kwietnia 2014 16:00 CET | Olimpia Zambrów · 6' Michał Steć | 1:0(3:0)Raport | Wigry Suwałki | Stadion Miejski, Zambrów Widzów: 200 Sędzia: Piotr Łęgosz (Włocławek) |
|                            |                                  |                |               |                                                                       |

### Podsumowanie
| Lp. | Drużyna         | M | Z | R | P | Bramki | Bramki | Różn. | Pkt | Uwagi |
| --- | --------------- | - | - | - | - | ------ | ------ | ----- | --- | ----- |
| 1   | Wigry Suwałki   | 2 | 1 | 0 | 1 | 3      | 2      | +1    | 3   |       |
| 2   | Olimpia Zambrów | 2 | 1 | 0 | 1 | 2      | 3      | −1    | 3   |       |

## Statystyki
| Lp. | Drużyna                  | M  | Z | R | P | Bramki | Bramki | Różn. | Pkt | Uwagi |
| --- | ------------------------ | -- | - | - | - | ------ | ------ | ----- | --- | ----- |
| 1   | Wigry Suwałki            | 12 | 6 | 1 | 5 | 15     | 9      | +6    | 19  |       |
| 2   | Ruch Wysokie Mazowieckie | 10 | 4 | 1 | 5 | 11     | 9      | +2    | 13  |       |
| 3   | Sokół Sokółka            | 4  | 3 | 1 | 0 | 6      | 1      | +5    | 10  |       |
| 4   | ŁKS Łomża                | 4  | 0 | 1 | 3 | 0      | 12     | −12   | 1   |       |
| 5   | Olimpia Zambrów          | 2  | 1 | 0 | 1 | 2      | 3      | −1    | 3   |       |